# 1957 en astronautique
Cette page présente la chronologie des événements qui se sont produits durant l'année 1957 dans le domaine de l'astronautique.

Chronologie de l'astronautique
- 1953
- 1954
- 1955
- 1956
- 1957
- 1958
- 1959
- 1960
- 1961

## Synthèse de l'année 1957
- Willy Ley publie : Adventure in Space : Space Pilots, aux éditions Guild Press.
- Conception de la fusée Scout (acronyme de Solid Controlled Orbital Utility Test system) par le Centre de recherche Langley du NACA. Elle sera construite par Vought. La fusée Scout standard est une fusée de 4 étages d'environ 23 mètres de haut et d'une masse de 21 500 kg[1],[2].
- 1er août : mise en service du Commandement de la défense aérospatiale de l'Amérique du Nord (NORAD).

## Programmes spatiaux nationaux

### Suède
- L'Institut suédois de physique spatiale est créé sous l'appellation Observatoire Géophysique de Kiruna par l'Académie royale des sciences de Suède[3].

### Chronologie

#### Mai
| Date    | Lanceur       | Base de lancement | Type              | Charge utile     | Notes                                |
| 1er mai | Vanguard TV-1 | Cap Canaveral     | essai sub-orbital | pas de satellite |                                      |
| 15 mai  | Semiorka      | Baïkonour         | essai sub-orbital |                  | Premier essai du lanceur de Spoutnik |

#### Octobre
| Date       | Lanceur       | Base de lancement | Type              | Charge utile     | Notes                                       |
| 23 octobre | Vanguard TV-2 | Cap Canaveral     | essai sub-orbital | pas de satellite | échec                                       |
| 4 octobre  | Semiorka      | Baïkonour         | Orbite basse      | Spoutnik 1       | Premier lancement d'un satellite artificiel |

#### Novembre
| Date       | Lanceur  | Base de lancement | Type         | Charge utile | Notes |
| 3 novembre | Semiorka | Baïkonour         | Orbite basse | Spoutnik 2   |       |

#### Décembre
| Date       | Lanceur  | Base de lancement | Type           | Charge utile  | Notes                        |
| 6 décembre | Vanguard | Cap Canaveral     | Orbite moyenne | Vanguard TV-3 | Échec. Satellite de géodésie |

### Vol orbitaux

#### Par pays
| Pays             | Lancements | Succès | Échecs | Échecs partiels | Remarques |
| ---------------- | ---------- | ------ | ------ | --------------- | --------- |
| Union soviétique | 2          | 2      |        |                 |           |
| États-Unis       | 1          |        | 1      |                 |           |

#### Par lanceur
| Lanceur  | Pays             | Lancements | Succès | Échecs | Échecs partiels | Remarques |
| -------- | ---------------- | ---------- | ------ | ------ | --------------- | --------- |
| Semiorka | Union soviétique | 2          | 2      |        |                 |           |
| Vanguard | États-Unis       | 1          |        | 1      |                 |           |

#### Par type d'orbite
| Orbite  | Lancements | Succès | Échecs | Orbite atteinte involontairement | Remarques |
| ------- | ---------- | ------ | ------ | -------------------------------- | --------- |
| Basse   | 2          | 2      |        |                                  |           |
| Moyenne | 1          |        | 1      |                                  |           |

#### Par site de lancement
| Site           | Pays             | Lancements | Succès | Échecs | Échecs partiels | Remarques |
| -------------- | ---------------- | ---------- | ------ | ------ | --------------- | --------- |
| Baïkonour      | Union soviétique | 2          | 2      |        |                 |           |
| Cape Canaveral | États-Unis       | 1          |        | 1      |                 |           |